# Steuerfachwirt
Steuerfachwirt ist in Deutschland ein öffentlich-rechtlich anerkannter Abschluss, der nach einer erfolgreich absolvierten kaufmännischen Aufstiegsfortbildung gemäß Berufsbildungsgesetz vergeben wird. Die bundeseinheitliche Prüfung erfolgt auf Grundlage einer besonderen Rechtsverordnung vor dem Prüfungsausschuss einer Steuerberaterkammer. Die Berufsbezeichnung Steuerfachwirt ist in Deutschland geschützt.

## Voraussetzungen
Zur Prüfung bei der zuständigen Steuerberaterkammer zum Steuerfachwirt sind zugelassen:
1. Steuerfachangestellte mit einer dreijährigen hauptberuflichen praktischen Tätigkeit bei einem Angehörigen der steuerberatenden oder wirtschaftsprüfenden Berufe.
2. gleichwertige Berufe (zum Beispiel Rechtsanwaltsfachangestellter, Industriekaufmann, Kaufmann im Groß- und Außenhandel, Bankkaufmann) mit einer fünfjährigen praktische Tätigkeit auf dem Gebiet des Steuer- und Rechnungswesens, davon mindestens drei Jahre bei einem Angehörigen der steuerberatenden oder wirtschaftsprüfenden Berufe.
3. ohne gleichwertige Berufsausbildung: acht Jahre hauptberufliche praktische Tätigkeit, davon mindestens fünf Jahre bei einem Angehörigen der steuerberatenden oder wirtschaftsprüfenden Berufe.

In der Fortbildungsprüfung hat der Teilnehmer nachzuweisen, dass er  berufsspezifische Aufgaben einer Steuerberaterkanzlei mit Sachverhalten aus dem Steuerrecht, dem Rechnungswesen und der Betriebswirtschaft bearbeiten kann. Für die Prüfung gilt die bundeseinheitliche Prüfungsordnung für die Durchführung von Fortbildungsprüfungen zum Steuerfachwirt. Die Vorbereitung auf die Prüfung kann durch die Teilnahme an entsprechenden Seminaren erfolgen, eine Verpflichtung besteht nicht.
Die Fortbildungsprüfung zum Steuerfachwirt kann auf Antrag durch das sogenannte Meister-BAföG nach dem Aufstiegsfortbildungsförderungsgesetz (AFBG) gefördert werden.

## Aufgaben
Die Hauptaufgabenbereiche des Steuerfachwirts können sein:
- Buchhaltung für gewerbliche Mandanten
- Erstellung der Lohn- und Gehaltsabrechnung für Arbeitgeber
- Erstellung von Jahresabschlüssen
- Erstellung von Steuererklärungen im unternehmerischen und privaten Bereich
- Vorbereitung und Mitgestaltung von Beratungsleistungen hinsichtlich
  - Steuergestaltung
  - Unternehmerischer und betriebswirtschaftlicher Fragen
  - Existenzgründungsfragen
  - Vermögensverwaltung und Planung
  - Rating, Unterstützung bei Bankverhandlungen

zusätzliche innerbetriebliche Aufgaben des Steuerfachwirts können sein:
- Kanzleileitung / Kanzleivorstand
- Personalleiter / Führung der Steuerfachangestellten
- Vertretung des Praxisinhabers bei dessen Abwesenheit
- Teilnahme an Außenprüfungen
- Akteneinsicht und -bearbeitung
- Kontaktpflege zu Finanzämtern und Sozialversicherungsträgern

Alle Aufgaben können jedoch nur gemäß den Anforderungen des Steuerberatungsgesetzes und der Berufsordnung für steuerberatende Berufe erfüllt werden.

## Selbständige Tätigkeit
Der Steuerfachwirt kann alle Tätigkeiten des § 6 Nr. 4 StBerG auch selbständig ausführen. Dazu gehören insbesondere das Buchen laufender Geschäftsvorfälle (Kontierung, Erteilung von Buchungsanweisungen), die Datenerfassung zum Zwecke der EDV-Buchführung außer Haus (mit Zwischenschaltung eines Steuerberaters, nach einem vom Steuerberater aufgestellten Kontenplan), die technische Zusammenstellung der Jahresabschlusszahlen und betriebswirtschaftliche Auswertung des Zahlenmaterials in Form von Kennzahlen, jedoch nicht die Aufstellung des Jahresabschlusses. Ferner die Erstellung laufender Lohnabrechnungen und Lohnsteueranmeldungen.
Er darf sich zwar der Hilfe von Mitarbeitern bedienen, muss jedoch die tatsächliche und rechtliche Verantwortung für die Ausführung übernehmen.